# De forenede arkiver
De forenede arkiver er en betegnelse for Gehejmearkivet og Kongerigets arkiv i perioden 1883–1889, hvor de var under fælles ledelse af A.D. Jørgensen, men endnu ikke slået sammen som Rigsarkivet.